# Xenosaga Episode I: Der Wille zur Macht
Xenosaga Episode I: Der Wille zur Macht (англ. ゼ ノ サ ー ガ エ ピ ソ ー ド I 力 へ の 意志) — японська рольова гра, розроблена Monolith Soft і випущена Namco в 2002 році виключно для PlayStation 2. Є першою грою в трилогії Xenosaga. Назва «Der Wille zur Macht» відсилає до однойменної книги німецького філософа Фрідріха Ніцше.
Події гри розгортаються в далекому майбутньому. Сюжет обертається навколо жінки-інженера Шіон Узукі, яка бореться з прибульцями, відомими як «Гносис», напади котрих пов'язані зі знайденим колись на Землі артефактом Зохар та його копіями. Гра містить численні посилання на релігію (особливо християнство та юдаїзм), філософію та наукові гіпотези.

## Ігровий процес
Гравець керує групою (ігровою партією) персонажів. Партія переміщається по карті ігрового світу, представлена її лідером. Ігровий процес поєднує як дослідження локацій та бої, так і приховане проходження й аркадні моменти, наприклад, втекти від небезпеки, оминаючи перешкоди. Між локаціями герої переміщаються на космічних кораблях завдяки інформаційній мережі UMN (Unus Mundus Network). Всі вороги видимі на карті, і відображаються на радарі, без типових для подібних ігор випадкових битв. За бажання їх можна оминути, не вступаючи в бій. Камера огляду слідує за персонажами і гравець не має над нею контролю.
Коли партія на карті торкається ворога, починається бій і дія виноситься на окрему арену. Ігрові персонажі можуть вільно перемикатися між звичайним боєм і боями на пілотованих ними роботах AGWS. Роботів можуть використовувати лише деякі члени ігрової партії: Шіон, Хаос і Джуніор. Бої відбуваються покроково (в настройках доступні і бої в реальному часі) і засновані на системі очок дії (англ. Action Point або AP). На початку кожного ходу персонажі отримують певну кількість AP, які витрачаються на атаки. Невикористані AP можна зберігати для наступного ходу. На кожну атаку призначена окрема кнопка. Вороги мають свою зону ураження і отримують ушкодження, тільки якщо їм завдано відповідного удару. За рахунок заповнення спеціальної Шкали прискорення (англ. Boost Gauge) при одержанні ушкоджень можна атакувати ворога поза своїм ходом або контратакувати. Для здібностей лікування і підтримки використовуються Ефірні очки (англ. Ether Points, EP).
Характеристики персонажів зростають автоматично, в міру набору досвіду в боях. Витрачаючи спеціальні Очки навичок (англ. Skill Points) для вивчення нових умінь в дереві здібностей, гравець розвиває здібності персонажів. З екіпіровки можна видобути можливості, які вона дає, і потім використовувати їх, навіть змінивши екіпіровку.

## Персонажі
- Сіон Удзукі (англ. Shion Uzuki) — жінка-інженер компанії Vector, розробник бойових систем для захисту від прибульців «Гносис». Зокрема займається розробкою зброї і так званих реліанів (англ. Realians) — штучних людей, що використовуються для військових цілей.
- KOS-MOS — бойовий андроїд, створений Шіон. При її використанні всі «Гносиси» навколо стають доступні для фізичного впливу, що дозволяє з ними боротися. Шіон виступає проти застосування проекту KOS-MOS у військових цілях.
- Зіґґі (англ. Ziggy) — справжнє ім'я — Ziggurat 8. Кіборг, посланий для порятунку МОМО.
- Хаос (англ. Chaos) — юнак, один з небагатьох уцілілих з планети Мілітія. Володіє здатністю боротися з «Гносисом», невразливими для звичайної зброї.
- Джуніор (англ. Jr.) — повне ім'я — Гайнан Кукаї Молодший (англ. Gaignun Kukai Jr.[2]). Штучна людина, юний керівник колонії «Kukai Foundation» у відкритому космосі, майстер стрільби з пістолетів. Технічно є старшим братом Гайнана Кукаї, керівника Kukai Foundation як організації, але видає себе за його сина через своє походження. Всього існує 669 штучних людей його типу, всі з яких створені на основі ДНК доктора Дмитрія Юрьєва (англ. Dr. Dmitri Yuriev).
- MOМО — реліанка нового покоління, створена для боротьби з загрозою прибульців, яка володіє важливою для кількох організацій інформацією.

## Сюжет
В 2001 році доктор Т. Мацуда виявляє стелу під назвою Зохар в Кенії. Дія переноситься в майбутнє (4767 T.C. або 7277 рік н. е.), коли у відкритому космосі знаходять таку саму стелу. За якийсь час на космічному кораблі «Woglinde» Шіон Узукі тестує андроїда КОС-МОС в симуляції бою Енцефалон, в ході якої з'являється дівчинка Нефілім. Після симуляції, Шіон має інше видіння Нефілім, коли дивиться на Емулятор Зохара, поміщений на борту корабля (стелу, знайдену в космосі). «Woglinde» зазнає нападу групи «Гносису». Екіпаж корабля вступає в перестірлку, але прибульці виявляються невразливими до людської зброї і до того ж вільно проходять крізь стіни та стелю. В цей час з'ясовується, що оперативники організації U-TIC, керовані зрадниками Вандеркамом і Черенковим, хочуть захопити Емулятор для свого боса, Маргуліса. Під час нападу, КОС-МОС несподівано сама активується, «Гносис» тікає разом з Емулятором, як і оперативники U-TIC. Лейтенант Вірджил гине від дружнього вогню КОС-МОС, а Шіон з Черенковим отримують поранення. «Woglinde» руйнується, але Шіон, Черенкова, Аллена і КОС-МОС рятує корабель «Elsa» організації «Kukai Foundation». На борту група зустрічає юнака Хаоса, після чого просить капітана Метьюза супроводити їх до планети Друга Мілітія.
Тим часом Маргуліс оголошує план U-TIC добути оригінальний Зохар зі Старої Мілітії. Після цього, генеральний директор організації Vector, Вільгельм, наказує «зібрати необхідні фактори». Паралельно кіборг Зіґґі наймається радою дослідників SOCE врятувати реліанку МОМО, викрадену U-TIC, котра несе в собі Y-дані, які містять вказівки зі знаходження Зохара. SOCE наказує Зіґґі доставити МОМО на Другу Мілітію для вилученя цих даних. Зіґґі проникає в штаб U-TIC і рятує МОМО та успішно тікає. Тим не менш, обох переслідують сили U-TIC крізь гіперпростір, поки вони не стикаються з кораблем «Elsa». Вони відбиваються від погоні і вирішують дістатися до Другої Мілітії разом. Під час цього інциденту на уламках «Woglinde» штучна людина Джуніор безуспішно розшукує Емулятор Зохара.
Після зупинки в доках, «Elsa» вирушає на Соборний корабель — представника «Гносису» завбільшки з планету, утвореного з залишків планети Аріадна і викраденого Емулятора Зохара. Рятуючись від нападу Соборного корабля, Черенков мутує в «Гносис» і його вбивають навколишні бійці. На допомогу «Elsa» прибуває Джуніор на зорельоті «Durandal», який пролітав повз у пошуках Емулятора. Джуніор пояснює, що зібрав аж 12 Емуляторів, але вони містять тільки частину потужності, яку має оригінал. Він повертає партію в колонію «Kukai Foundation», де знайомить з головою організації Гайнаном Кукаї. Галактична Федерація звинувачує Гайнана в інциденті з «Woglinde». Для того, щоб довести його невинність, Шіон за допомогою Енцефалону проникає в підсвідомість КОС-МОС, щоб отримати достовірну картину тих подій. Шіон з Джуніором спостерігають спогади про Стару Мілітію. Партія зустрічає реліанку Фебронію, який пояснює, що прийде час, коли КОС-МОС зіткнетеся з Хвильовою сутністю, відомою як U-DO. Потім вона просить Шіон звільнити її сестру з полону і провіщає, що всі фракції повинні дістатися до Старої Мілітії.
U-TIC наймає для здійснення своїх планів брата Джуніора Альбедо. Альбедо провокує напад «Гносису» на «Kukai Foundation» і, користуючись панікою, викрадає МОМО й забирає її на станцію «Пісня Нефіліма». Шіон і її партія пробираються на станцію та перемагають Альбедо, але той встигає скопіювати частину Y-даних. Герої припиняють атаку прибульців, вимкнувши станцію, та Альбедо викликає станцію ПротоМеркаба з наміром знищити Другу Мілітію і «Kukai Foundation». ПротоМеркаба швидко руйнує весь флот Федерації в області одним залпом та цілиться в планету.
Партія дістається всередину ПротоМеркаби, де знову стикається з Альбедо, але той прикликає «Гносис», а сам тікає. Зазнавши невдачі, він спрямовує станцію на Другу Мілітію, та партія руйнує станцію і рятується на «Elsa». При вході в атмосферу щити корабля перевантажуються, а КОС-МОС, підсилена здібностями Хаоса, встигає захистити судно власним силовим полем. В сцені під час титрів Альбедо виявляє, що Y-дані захищені і повідомляє U-TIC, що МОМО доведеться підключитися до мережі U.M.N., яка контролює всі планети Федерації. Вільгельм дивиться в артефакт Компас Порядку, зі словами, що його плани набирають обороти. На цьому події Епізоду I завершуються.

## Розробка
Епізод I був розроблений Тецуя Такахаші, директора Xenogears і решті частин трилогії Xenosaga. Багато працівників з команди розробки Xenogears приєдналися до Monolith Soft, завдяки чому Xenosaga має подібний ігровий процес і ігровий світ. Xenosaga початково задумувалася як серія з шести епізодів, але згодом оптимальною кількістю було обрано три. 28 квітня 2004, Namco випустила супутню гру-головоломку Xenosaga Freaks виключно для Японського ринку.
Саундтрек Епізод I був складений Ясунорі Мацуда і виконаний Лондонським філармонічним оркестром. Він був випущений окремо на чотирьох CD-дисках.